# Buganda Rock
Buganda Rock è un singolo di Hell Raton, pubblicato il 24 aprile 2017.

## Descrizione
Il brano oltre ad essere la prima pubblicazione con lo pseudonimo Hell Raton, ha influenze pop e reggaeton, è rappato in spagnolo e parla delle difficili condizioni in Africa, precisamente in Buganda da cui viene il titolo del brano.

## Tracce
Testi e musiche di Hell Raton.
1. Buganda Rock – 3:23